# Peter Schinnerl (Offizier)
Peter Schinnerl (* 1972 ?) ist ein Offizier des Österreichischen Bundesheeres im Range eines Brigadiers und Militärkommandant des Landes Salzburg.

## Leben und Wirken
Schinnerl wurde bereits vor der offiziellen Ernennung zum Militärkommandant als größter Favorit gehandelt. Zuvor war er bereits für das Land Salzburg in der COVID-19-Pandemie tätig und machte sich auch als Organisator der AirPower einen Namen. Zudem war er im Kabinett der Bundesministerin für Landesverteidigung, Klaudia Tanner tätig.
Am 30. März 2023 wurde er von der österreichischen Bundesministerin für Landesverteidigung, Klaudia Tanner (ÖVP) zum Militärkommandant des Landes Salzburg und im gleichen Zuge zum Brigadier ernannt.
Im Jahr 2023 wurde als Nachfolger von Martin Jawurek zum Präsidenten der Arbeitsgemeinschaft Katholischer Soldaten (AKS), der Laienorganisation, die die Aufgaben und Ziele der katholischen Aktion im österreichischen Bundesheer wahrnimmt, gewählt.
Peter Schinnerl lebt in Adnet (Tennengau).